# Claude Drevet
Claude Drevet (* 23. April 1697 in Loire; † 23. Dezember 1781 in Paris) war ein französischer Kupferstecher.
Claude Drevet war ein Neffe des französischen Kupferstechers Pierre Drevet sowie dessen Schüler. Nach dessen Tod im Jahr 1749 bezog er dessen Freiwohnung im Louvre. Claude Drevet starb kinderlos.
Drevet scheint sich während seiner Schaffenszeit fast ausschließlich der „geschäftlichen Ausbeutung des künstlerischen Nachlasses seines Onkels“ gewidmet zu haben, da nur fünf religiöse Darstellungen und neun Porträts seinen Werken zugeordnet werden können.

## Werke (Auswahl)
Zu seinen Werken zählen die Porträtdarstellungen von:
- Madame Lebret de la Briffe als Ceres (1728), nach Hyacinthe Rigaud
- Erzbischof Vintimille von Paris (1731), nach Hyacinthe Rigaud
- Bischof Milon von Valence (1740), nach Hyacinthe Rigaud
- Kardinal Kardinal Oswald d’Auvergne (1749), nach Hyacinthe Rigaud

- Baron Besenval
- Abt Calvairac

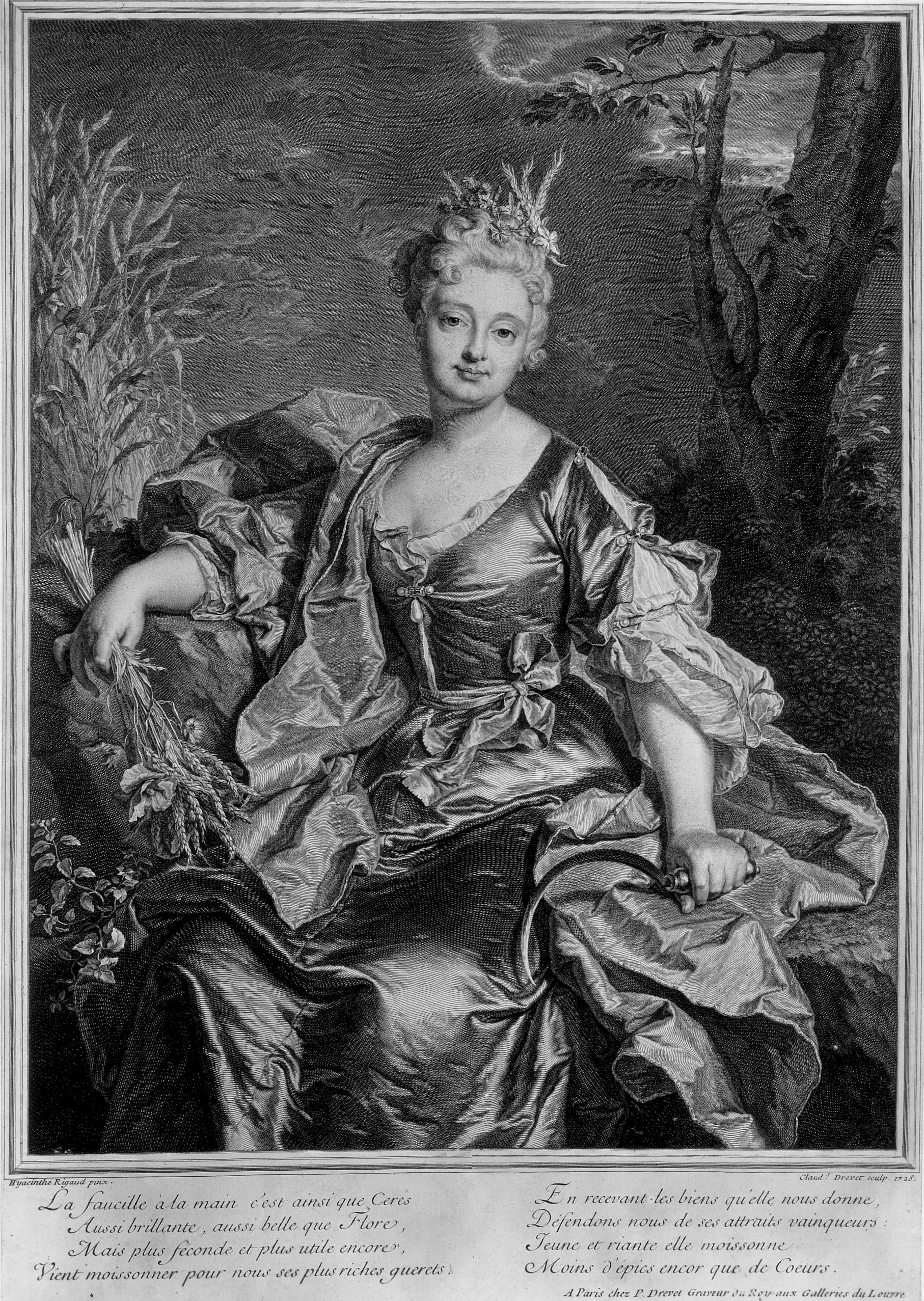
Madame Lebret de la Briffe als Ceres, 1728
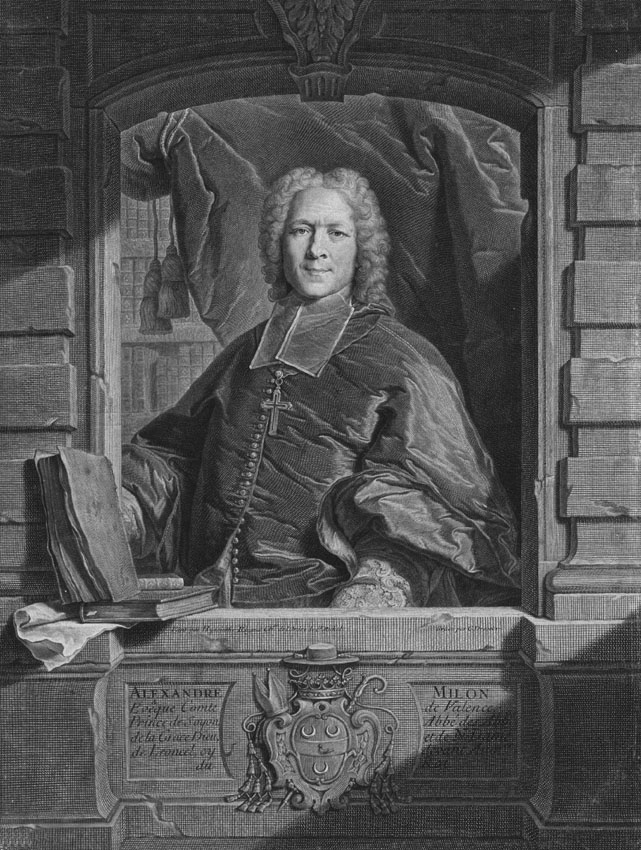
Bischof Milon von Valence, 1740
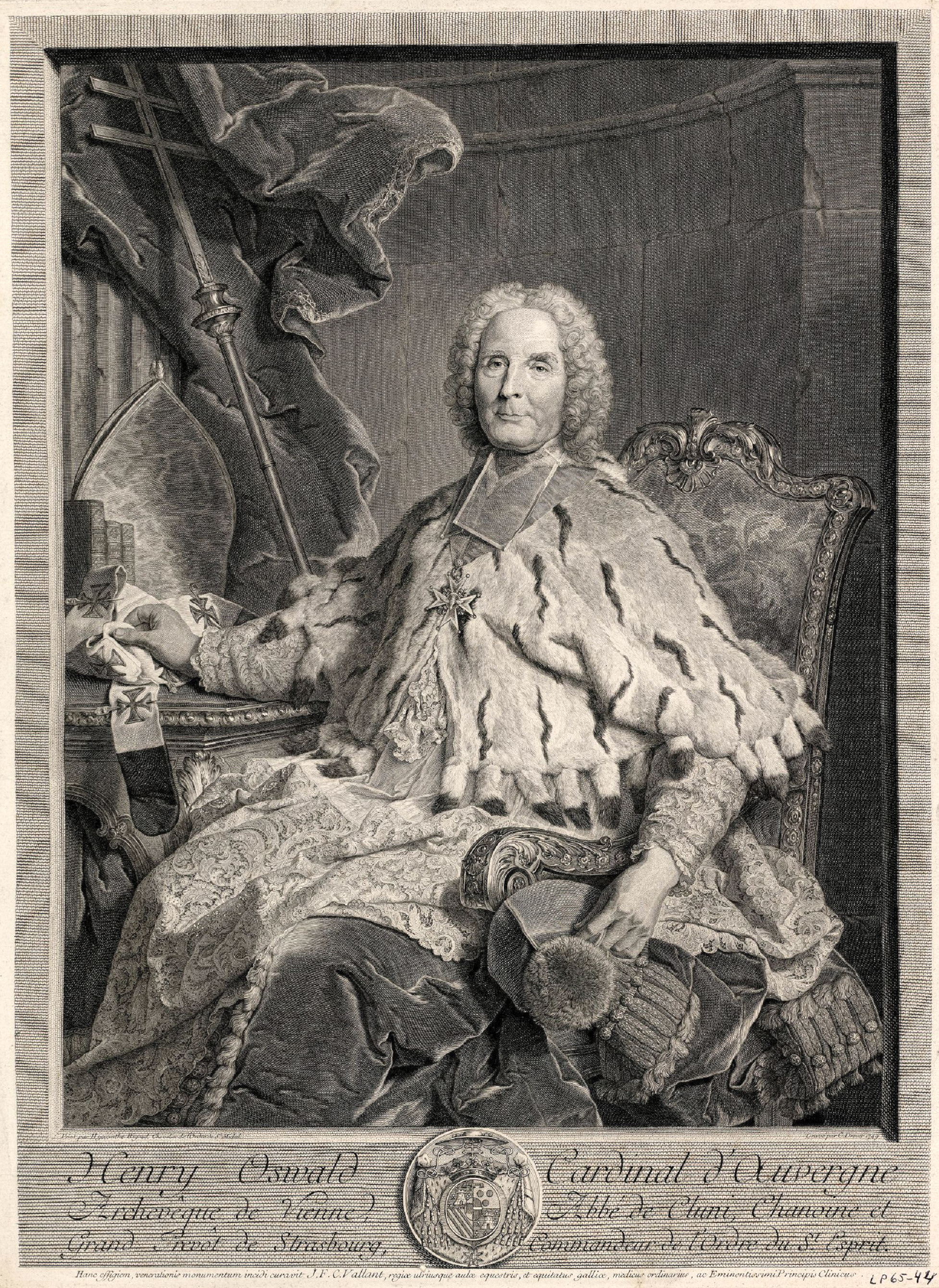
Kardinal Oswald d’Auvergne, 1749
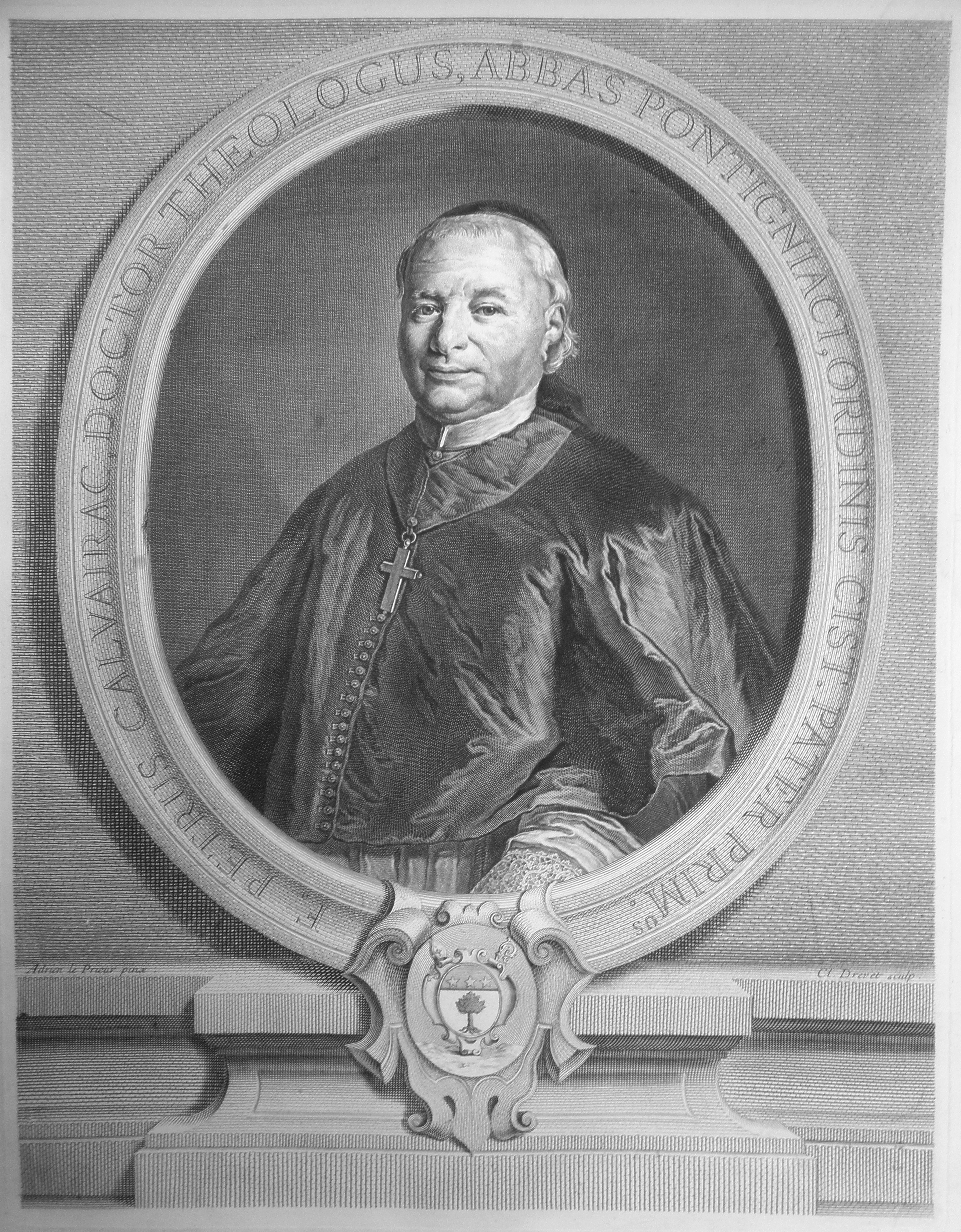
Abt Calvairac